# Försjön (Marbäcks socken, Småland)
Försjön är en sjö i Aneby kommun i Småland och ingår i Motala ströms huvudavrinningsområde. Sjön är 21 meter djup, har en yta på 1,56 kvadratkilometer och är belägen 266 meter över havet. Sjön avvattnas av vattendraget Vrangsjöbäcken. Vid provfiske har bland annat abborre, bergsimpa, gädda och mört fångats i sjön.
I slutet av 1800- och början av 1900-talet flottades timmer från Fagerhut och Grottamål söderut över Försjön ned till en landsväg i sjöns södra ände.

## Delavrinningsområde
Försjön ingår i det delavrinningsområde (641561-144907) som SMHI kallar för Utloppet av Försjön. Avrinningsområdets medelhöjd är 281 meter över havet och ytan är 10,37 kvadratkilometer. Det finns inga delavrinningsområden uppströms utan avrinningsområdet är högsta punkten. Vrangsjöbäcken som avvattnar avrinningsområdet har biflödesordning 3, vilket innebär att vattnet flödar genom totalt 3 vattendrag innan det når havet efter 205 kilometer. Delavrinningsområdet består mestadels av skog (74 procent). Avrinningsområdet har 1,63 kvadratkilometer vattenytor vilket ger det en sjöprocent på 15,3 procent.

## Fisk
Vid provfiske har följande fisk fångats i sjön:
- Abborre
- Bergsimpa
- Gädda
- Mört
- Nors
- Sik